# 熊谷さとし
熊谷 さとし（くまがい さとし、1954年 - ）は、日本の漫画家。グラフィックデザインやアニメーションを経て漫画家に。カルチャーセンターや動物専門学校講師なども勤める。宮城県仙台市出身。学習漫画を主に執筆し多数の著書があり、2009年11月12日発売の『チンパンジーはいつか人間になるの？！』（偕成社）で、167冊目の著書になる 。
- 漫画家の村野守美に師事。

- 2000年8月31日放送のTVチャンピオンなぞなぞ王選手権に出演し初代チャンピオン[2] 。

## 主な著書、イラスト
- 平和の清き河 ぼくたちのピース・リバー（1990年、ポプラ社、著書：池田大作、イラスト：熊谷さとし）
- 親子で覚える百人一首 マンガ解説版（1991年、ベストセラーズ）
- ガリレオ・ガリレイ「それでも地球は動く」といった物理学の父（1992年、集英社、監修：竹内均）
- 誰もがかかる化学物質過敏症（1998年、現代書館：渡辺雄二、絵：熊谷さとし）
- 地名のひみつ（1999年、岩崎書店、文：国松俊英、絵：熊谷さとし）
- クマは「クマッ」となく?! おもしろ動物生態学（2005年、偕成社）
- フィールドワーカーのための動物おもしろ基礎知識（2006年、偕成社）